# 若尾義昭
若尾 義昭（わかお よしあき、1944年7月31日 - ）は、日本の俳優、声優。岩手県出身。

## 人物
劇団アクト、劇団東芸、T・A・P、エヌ・エー・シー、悪役商会を経て、希楽星所属。
1955年、舞台『猿の手』でデビュー。

## 出演

### テレビドラマ
- 大河ドラマ
  - 太閤記（1965年） - 今川雑兵
  - 勝海舟 第37話「こぼれ花」（1974年） - 和田
  - 葵 徳川三代（2000年） - 有馬豊氏
  - 江〜姫たちの戦国〜（2011年） - 上級大名
  - 花燃ゆ（2015年） - 生糸の仲買人
- 第7の男 第11話「赤い醜聞」（1965年）
- 忍者部隊月光 第58話、第59話「ホワイト・デビル作戦 - 前篇、後篇 -」（1965年） - マキューラ二十四号
- ウルトラマン 第13話「オイルSOS」（1966年） - 空艇隊203号機の声
- 泣いてたまるか 第5話「二人になりたいッ」（1966年）
- 人形佐七捕物帳
  - 第13話「ほおづき大尽」 - 町人
  - 第17話「八つ目鰻」 - 棒手振り
- 天皇の世紀 第一部 第7話「黒い風」（1971年）
- ターゲットメン 第3話「消えた360億円」（1971年）
- おらんだ左近事件帖 第4話「黒い瓦版」（1971年）
- 火曜日の女シリーズ「幻の女」（1971年、NTV）
- 荒野の素浪人 第1シリーズ 第3話「必殺 帰らざる街道」（1972年）
- トリプルファイター 第9話「グリーン・ファイター応答せよ!!」（1972年） - 山下洋一
- 太陽にほえろ!
  - 第13話「殺したいあいつ」（1972年） - ホテルのバー従業員
  - 第47話「俺の拳銃を返せ!」（1973年） - 城東署山本町派出所巡査
  - 第65話「マカロニを殺したやつ」（1973年） - 喫茶店店主[要出典] ※ノンクレジット
  - 第92話「シンデレラ刑事」（1974年）
  - 第107話「光のなかを歩め」（1974年） - 記者[要出典] ※ノンクレジット
  - 第135話「ある敗北」（1975年） - 喫茶店店主
  - 第191話「冬の女」（1976年） - 珈琲王国店主
  - 第269話「みつばちの家」（1977年） - 北原明彦
  - 第294話「逮捕」（1978年） - 五月広告社員
  - 第334話「窓」（1978年） - 松井
  - 第371話「愛するもののために」（1979年） - パークサイド店長
  - 第386話「信頼」（1979年） - 丸菱書房社員
  - 第397話「音の告発」（1980年） - 観光会社社員
  - 第440話「強き者よ、その名は…」（1981年） - 中山修
  - 第460話「スニーカーよ、どこへゆく」（1981年） - 「ロン」店主
  - 第475話「さらば! スニーカー」（1981年） - ビッグベン店主
  - 第535話「ボギーのいちばん長い日」（1982年） - 尾藤信次
  - 第568話「悲しい汗」（1983年） - 横山克昌[要出典] ※ノンクレジット
  - 第578話「一係皆殺し!」（1983年） - 大沼
- マドモアゼル通り 第25話「青春のデザイン大賞」（1973年）
- ロボット刑事 第5話「二重犯人の謎」（1973年） - 税関の守衛
- 伝七捕物帳 第5話「十手さばきに恋が咲く」（1973年）
- 雑居時代 第22話「興奮しちゃった!」（1974年） - ホテル支配人
- 大盗賊 第1話「大江戸を盗め!」（1974年）
- ザ・ボディガード 第23話「対決・死闘拳」（1974年）
- 夜明けの刑事 第9話「襲われた女家族」（1974年）
- 水もれ甲介 第7話（1974年） - バーテンダー
- ザ★ゴリラ7 第25話「誘拐されたシンデレラ」（1975年）
- 非情のライセンス 第2シリーズ
  - 第58話「兇悪の雨に濡れて」（1975年） - 幹部
  - 第70話「兇悪の秘め事」（1976年） - 菊地
  - 第93話「兇悪のM16自動小銃」（1976年） - 岩本
- 大都会 闘いの日々 第1話「妹」（1976年） - 喫茶店店主
- 燃える捜査網 第13話「喪服の婚約パーティー」（1976年）
- 新宿警察 第23話「その暗黒の恋」（1976年）
- 大江戸捜査網
  - 第231話「無法街の辻駕篭」（1976年）
  - 第341話「姿なき闇の仕掛人」（1978年）
  - 第579話「艶花一輪 闇を濡らす赤い殺意」（1983年）
- ザ・カゲスター（1976年）
  - 第15話「少年サタン隊 ザリガニアン作戦!」 - イサオの父
  - 第30話「猛牛怪人のカゲスター毒殺作戦!」 - 山川ディレクター
- 忍者キャプター（1976年）
  - 第6話「大脱走! 忍者塾!!」 - 風魔分身
  - 第34話「電話機から魔の手が伸びる!」 - 野村隆作
- 刑事くん 第4部 第6話「青春の花です、どうぞ!」（1976年）
- 快傑ズバット（1977年）
  - 第10話「野球の敵を場外へ飛ばせ」 - 川口
  - 第22話「少年ボクサー 涙の父」 - ミスターZ
- 赤い衝撃 第29話「愛よ走れ!」（1977年）
- 特捜最前線
  - 第10話「母・その愛の標的」（1977年）
  - 第36話「傷痕・夜明けに叫ぶ男」（1977年）
  - 第86話「死んだ男の赤トンボ!」（1978年）
  - 第134話「雨の脅迫者!」（1979年）
  - 第158話「ニューミュージックを唄う刑事!」（1980年）
  - 第168話「亡霊・顔のない女!」（1980年）
  - 第176話「1980年夏・二人だけの暴走族!」（1980年）
  - 第194話「判事、ラブホテル密会事件!」（1981年）
  - 第225話「チワワを連れた犯罪者!」（1981年）
  - 第241話「歳末パトロールで逢った女!」（1981年）
  - 第248話「殺人クイズ招待状!」（1982年）
  - 第288話「永吉と呼ばれた19歳!」（1982年）
  - 第294話「母のメロディーが聞こえた!」（1983年）
  - 第308話「いつか逢った悪女!」（1983年）
  - 第319話「一億円と消えた父!」（1983年）
  - 第353話「特別病棟の女!」（1984年）
  - 第373話「呪われた死者の呼ぶ声!」（1984年）
  - 第387話「命の炎を燃やせ!」（1984年）
  - 第488話「強殺犯逃亡・あぶない道連れ!」（1986年）
- 横溝正史シリーズII / 仮面舞踏会（1978年） - 桜井鉄雄
- 七人の刑事 第3シリーズ 第9話「銃殺命令」（1978年）
- 大追跡 第13話「横浜チンピラ・ブギ」（1978年）
- 江戸の渦潮 第18話「老盗とその娘」（1978年）
- 宇宙の勇者 スターウルフ 第18話「パニック! 空気を盗まれた惑星」（1978年） - ザイエン博士
- 大空港 第34話「復讐の大追撃! TOKYOコネクション1979」（1979年） - ナカタ
- ふしぎ犬トントン 第17話「ガードマンVS白頭巾」（1979年）
- Gメン'75 第196話「東京発ひかり157号のトリック」（1979年） - 新幹線電話局交換員
- 同心部屋御用帳 江戸の旋風IV 第17話「若い狼たち」（1979年） - 阿波屋の番頭
- 俺はあばれはっちゃく 第21話（1979年） - ヒトミの父
- 騎馬奉行 第4話「狐狩り伝説 皆殺しの村」（1979年）
- 江戸の朝焼け 第7話「柳橋慕情」（1980年）
- 特命刑事 第2話「脱獄」（1980年） - 看守
- 大捜査線 第28話「贋札遊戯」（1980年）
- 爆走! ドーベルマン刑事 第19話「白バイ警官をマークせよ!」（1980年）
- 噂の刑事トミーとマツ 第1シリーズ 第53話「夜更けのダンスは死のタンゴ」（1980年）
- 旅がらす事件帖 第23話「明日咲くか紅小梅」（1981年）
- 闇を斬れ（1981年、KTV / 松竹）
  - 第16話「隠密犬・危機一髪!」 - 家臣
  - 第17話「暗殺! 兼子八郎左衛門」 - 藩士
- 西部警察シリーズ
  - 西部警察 第102話「兇銃44オート・マグ」（1981年） - 塩見健夫（中光物産幹部）
  - 西部警察 PART-III
    - 第45話「さらば友よ」（1984年） - 議員秘書・竹沢
    - 第56話「帰って来た逃亡者」（1984年） - 内藤会長の手下
- ザ・ハングマンシリーズ
  - ザ・ハングマンII 第24話「爆走サーキット 注射オレンジすり替え作戦」（1982年）
  - ザ・ハングマン6（1987年） - ゴッド指令の声
    - 第3話「胃袋パンクまで水を飲ませろ!」
    - 第4話「リモコンナイフで首筋を襲え!」
    - 第8話「塀の中から恋人の服首に脱走!」
    - 第9話「プッツン夫婦が離婚劇大作戦!」
    - 第11話「トリック写真に殺人者を現像!」
    - 第13話「少女連続殺人犯はロリコン先生!」
    - 第14話「マルサも驚く脱税金強盗団!」 - 金坂源太郎
    - 第15話「さらば友よ! グッドラック!」

  - ハングマンGOGO（1987年） - ゴッド指令の声
- 火曜サスペンス劇場
  - 校内暴力殺人事件（1982年） - ナレーター
  - 密室航路（1983年）
  - 女検事 霞夕子
    - 第3作「非常階段をおりる女」（1987年）
    - 第4作「美しき容疑者」（1987年）

  - シンデレラの仮面（1988年）
  - ペテン師軍団10億円パーフェクトゲーム!（1991年）
  - 刑事・鬼貫八郎 第2作「擬装心中」（1993年）
  - 弁護士・朝日岳之助
    - 第8作「ぼくは殺ってない」（1996年）
    - 第10作「刑法第一三四条」（1997年） - 藤崎裁判長
    - 第12作「殺意のささやき」（1999年）

  - 弁護士・高林鮎子
    - 第20作「豊肥本線早春の死角」（1997年） - 熊本県警刑事
    - 第22作「北陸本線の死角」（1998年） - 木庭（区議会議員）
    - 第30作「やまびこ6号・十和田湖に泣く女」（2002年） - 副署長
- 右門捕物帖 第10話「ひとりぼっちの童唄」（1983年）
- 花王 愛の劇場
  - 妻の定年（1983年）
  - 黒革の手帖（1984年）
- 土曜ワイド劇場
  - 花嫁の首（1985年）
  - 整形復顔女流デザイナー殺人事件（1988年）
  - 瀬戸内おんな殺人行（1989年）
  - スキースクール・女たちの華麗な闘い!（1991年）
  - 探偵事務所 第2作「7つの予告殺人プログラム!」（1995年） - ショウヘイ
  - 車椅子の弁護士・水島威 第3作（1997年）
  - 女弁護士 朝吹里矢子 第6作「幼い目撃者」（1999年） - 検察官
  - 万引きウオッチャー 第2作（2002年） - 仁科龍太郎
- 月曜ドラマランド / 超少女! はるひワンダー愛（1986年）
- 女ふたり捜査官 第10話「夫を乗りかえた不満妻」（1986年）
- 女性作家サスペンス / 晩餐会（1988年）
- さわやか3組 第2期（1988年 - 1989年） - 祐介の父親
- 火曜スーパーワイド / （秘）桜荘のあぶない女たち 第1作（1988年）
- 仮面ライダーシリーズ
  - 仮面ライダーBLACK 第42話「東京-怪人大集合」（1988年） - 笹山教授
  - 仮面ライダーウィザード 第29話「進化する野獣」（2013年） - 富岡正所長
- 男と女のミステリー→金曜プレステージ
  - 記憶の中の時間（1989年）
  - 監察医・秋月桂の検死ファイル（2012年）
  - 深川東署・特命人情捜査班 朝田真平（2014年）
- 水曜グランドロマン / 猫マタギの女たちよ（1989年）
- ゴリラ・警視庁捜査第8班
  - 第3話「ソルジャー・イン・グリーン」（1989年）
  - 第43話「再会」（1990年）
- あいつがトラブル 第5話「暴走デカは誘拐犯より怖い!」（1990年）
- 刑事貴族 第1話「その時、狼は目覚めた」（1990年）
- 世にも奇妙な物語
  - 「楊貴妃の双六」（1990年）
  - 「言うことを聞く子」（1991年）
  - 「にぎやかな食卓」（1994年）
- 火曜ミステリー劇場 / 女ハングマン・夫のルスに連続殺人犯と対決!! 意外やボスは?（1990年）
- 代表取締役刑事 第37話「理由なき反抗」（1991年）
- ホテルウーマン 第5話、第6話（1991年）
- さすらい刑事旅情編IV 第15話「昼下がりの山手線・殺人を予言した女」（1992年）
- 春日八郎物語（1993年）
- 有言実行三姉妹シュシュトリアン 第11話「なにか妖怪?」（1993年） - 中内敏男
- 憎しみに微笑んで 第10話「家族の崩壊」（1993年）
- 月曜ドラマスペシャル / 疑惑の結婚（1994年）
- 水曜劇場 / お金がない! 第5話「希望もない!!」（1994年）
- ロングバケーション 第4話「君の噂」、第5話「愛の告白」（1996年）
- 事件・市民の判決（1996年）
- ビーファイターカブト 第17話「戦う恋占い日記!!」（1996年） - 医師
- 連続テレビ小説
  - すずらん（1999年）
  - あまちゃん 第43話（2013年） - カメラマン
- はみだし刑事情熱系（1998年） - 吉原進 役
- しくじり鏡三郎 第8話（1999年）
- ゲームの達人 第4話（2000年）
- チーム・バチスタ3 アリアドネの弾丸 final stage「さよならバチスタコンビ! 殺人迷宮からの救出」（2011年）
- 俺の空 刑事編 第1話（2011年） - 内閣総理大臣
- 相棒 season11 第14話「バレンタイン計画」（2013年） - 慶明中学校校長
- 金曜ドラマ / クロコーチ 第7話「燃える三億円!」（2013年）
- 医龍 -Team Medical Dragon- 4 第4話「魔法の心臓と狙われた女」（2014年） - 吉田外務大臣
- ビター・ブラッド〜最悪で最強の親子刑事〜 第9話「裏切り…!?」（2014年）  - 小林竜太郎
- 水曜ミステリー9 / 警視庁特命刑事☆二人 第1作「代官山コールドケース」（2015年） - 神奈川県警幹部
- 木曜ドラマ / ドクターカー 第7話「二人の命…究極の選択!」（2016年） - 意識障害の男性
- カインとアベル（2016年） - 役員

### 映画
- 非情学園ワル（1973年）
- 死線を越えて 賀川豊彦物語（1988年）
- 花の季節（1990年）
- サラリーマン金太郎（1999年）
- 劇場版 ATARU THE FIRST LOVE & THE LAST KILL（2013年）
- オケ老人!（2016年）

### テレビアニメ
- ゲゲゲの鬼太郎（第1作）（1968年）

### 人形劇
- サンダーバード - ハリス、攻撃1号操縦士

### 舞台
- 風と共に去りぬ
- 猿の手
- シュガー
- ラ・マンチャの男

### CM
- 大塚食品
- カルビー
- サントリー